# 眩光
眩光（glare）即刺眼的光，其可导致視野內的亮度大幅超過眼睛能適應的范围，造成視力受損或情绪煩擾、不安。
依來源分成：
- 直接眩光（direct glare）：由視野內的光源直接引起
- 反射眩光（reflected glare）：視野內物體表面的反射光而引起。反射眩光又分為下列四類：
  - 鏡面反射（specular）
  - 延展反射（spread）
  - 散亂反射（diffuse）
  - 混合反射（compound）

依眼睛不適程度分為：
- 不適眩光（Discomfort glare） ：不影響視力但不舒適。
- 失能眩光（Disability glare）：除了有不適感外，會直接干擾視力。
- 目盲眩光（Blinding glare）：強眩光，遠離一段時間後仍無法看清事物。

駕駛者可配戴垂直偏光的太陽眼鏡，可有效減少來自非金屬物體，如水、光滑表面的眩光。
国际照明委员会(CIE)编辑的《国际照明工程词汇》中对于眩光作了以下的定义：“眩光是一种视觉条件。这种条件的形成是由于亮度分布不适当，或亮度变化的幅度太大，或空间、时间上存在着极端的对比，以致引起不舒适或降低观察重要物体的能力，或同时产生这两种现象。」

## 外部連結
- 室外工作場所照明與作業安全之探討[永久]